# Trélévern
Trélévern (bretonisch Trelêvern) ist eine französische Gemeinde mit 1240 Einwohnern (Stand 1. Januar 2022) im Département Côtes-d’Armor in der Region Bretagne. Sie gehört zum Arrondissement Lannion und zum Kanton Perros-Guirec.

## Geographie
Die Gemeinde liegt an der Atlantikküste, die in diesem Abschnitt Côte de Granit Rose genannt wird, rund zehn Kilometer nordöstlich von Lannion. Die Gemeinde ist im Norden und Westen von Meer umgeben, der Ort selbst liegt teilweise direkt an der Küstenlinie. Nachbargemeinden von Trélévern sind Trévou-Tréguignec im Osten, Camlez im Südosten, Kermaria-Sulard im Süden und Louannec im Südwesten.
An der westlichen Gemeindegrenze mündet der Bach Ruisseau de Dourdou, an der östlichen Gemeindegrenze der Ruisseau de Kergouanton in den Atlantik.

### Verkehrsanbindung
Die Gemeinde liegt abseits überregionaler Verkehrswege. Die lokale Verkehrsanbindung erfolgt durch die Départementsstraßen D30 (von Lannion nach Trévou-Tréguignec) und D73 (von Kermaria-Sulard über Trélévern zum Küstenort Port l’Épine).

## Bevölkerungsentwicklung
| Jahr      | 1968 | 1975 | 1982 | 1990 | 1999 | 2009 | 2016 |
| Einwohner | 889  | 1017 | 1239 | 1254 | 1309 | 1390 | 1257 |